# Grand Prix d’Angers
Der Grand Prix d’Angers war ein Wettbewerb im Bahnradsport für Sprinter, der 1875 begründet wurde und bis 1974 auf der Radrennbahn der französischen Stadt Angers veranstaltet wurde.

## Geschichte
Der Grand Prix d’Angers wurde zum ersten Mal 1875 ausgefahren und war der älteste Wettbewerb im französischen Bahnradsport. Die ersten Ausgaben trugen den Zusatz Internationales Championat von Angers im Namen. Die drei Rennen 1875 waren Benefizveranstaltungen zu Gunsten der Opfer der Überschwemmung in der Region und liefen noch nicht unter dem Namen Grand Prix, galten aber als dessen Vorläufer. Erster Sieger des international ausgerichteten Grand Prix wurde der Franzose Charles Terront. Der Grand Prix wurde jährlich am Sonntag nach Christi Himmelfahrt in Angers vom Véloce-Club d’Angers veranstaltet. Das Rennen fand bis 1947 für Berufsfahrer statt. Er wurde nicht in jedem Jahr ausgetragen und wurde vor allem durch den Ersten Weltkrieg und den Zweiten Weltkrieg unterbrochen. In den ersten Jahren fand der Wettbewerb auf der Straße statt. Das Ziel befand sich auf der Promenade du Mail in Angers. Das Rennen hatte 62 Austragungen.

## Palmarès
- 1875 (1)  Bourras
- 1875 (2)  Laumaillé
- 1875 (3)  Baudrier
- 1876  Charles Terront
- 1877  Charles Terront
- 1878 nicht ausgetragen
- 1879  Charles Terront
- 1880  Lemon Hart
- 1881  Frédéric de Civry
- 1882  Frédéric de Civry
- 1883  Herbert Duncan
- 1884  Paul Médinger
- 1885  Frédéric de Civry
- 1886  Ferdinand Charron
- 1887  Ferdinand Charron
- 1888  Charles Terront
- 1889  Louis Cottereau
- 1890  Louis Cottereau
- 1891  Louis Cottereau
- 1892  Georges Cassignard
- 1893  Paul Médinger
- 1894  Eugène Chéreau
- 1895  Ludovic Morin
- 1896  Jean Gougoltz
- 1897  Jean Gougoltz
- 1898  Donatien Desfours
- 1899  Eugène Dirheimer
- 1900  Léon Domain
- 1901  Louis Grogna
- 1902  Gabriel Poulain
- 1903  Louis Grogna
- 1904  Henry Mayer
- 1905  Gabriel Poulain
- 1906  Guus Schilling
- 1907  Henry Mayer
- 1908  Walter Rütt
- 1909  Léon Comès
- 1910  Cesare Moretti
- 1911  Thorvald Ellegaard
- 1912  Fernand Fournous
- 1913  Julien Pouchois
- 1914  Gabriel Poulain
- 1915–1920 nicht ausgetragen
- 1921  Gabriel Poulain
- 1922  Gabriel Poulain
- 1923  Gabriel Poulain
- 1924  Maurice Schilles
- 1925  Lucien Michard
- 1926  Raymond Mourand
- 1927  Lucien Faucheux
- 1928  Lucien Faucheux
- 1929  Lucien Michard
- 1930  Raymond Mourand
- 1931  Jef Scherens
- 1932  Lucien Michard
- 1933  Jef Scherens
- 1934  Louis Gérardin
- 1935  Louis Gérardin
- 1936  Louis Gérardin
- 1937–1940 nicht ausgetragen
- 1941  Louis Gérardin
- 1942  Georges Senfftleben
- 1943–1945 nicht ausgetragen
- 1946  Pierre Iacoponelli
- 1947  Henri Sensever
- 1948–1972 nicht ausgetragen
- 1973  Daniel Morelon
- 1974  Daniel Morelon